# Sokokedwergooruil
De sokokedwergooruil (Otus ireneae) is een vogelsoort uit de familie van de strigidae (uilen).
Het is een bedreigde vogelsoort in oostelijk Kenia en het noorden van Tanzania die in 1966 geldig werd beschreven door Sidney Dillon Ripley.

## Kenmerken
Deze ooruil is 15 cm lang. Het is een zeer kleine soort dwergooruil met nauwelijks zichtbare oorpluimen. De uil is roodbruin of grijs (er zijn twee kleurvariëteiten) en met afwisselend lichte en donkere spikkels, streepjes in het verenkleed. De meeste uilen met een vergelijkbaar verenkleed in het gebied zijn groter.

## Verspreiding en leefgebied
Deze uil werd in oostelijk Kenia, in en rond het Nationaal park Arabuko Sokoke ontdekt en bleek later ook voor te komen in Tanzania in de oostelijke, lager gelegen gebieden aan de voet van het Usambaragebergte. Het leefgebied bestaat uit natuurlijk bos of secundair bos. De hoogste dichtheden worden gevonden in natuurlijk bos met bomen uit het geslacht Cynometra (boomsoorten uit de vlinderbloemenfamilie).

## Status
De sokokedwergooruil heeft een beperkt verspreidingsgebied en daardoor is de kans op uitsterven aanwezig. De grootte van de populatie werd in 2016 door BirdLife International geschat op 2,5 tot 10 duizend volwassen individuen en de populatie-aantallen nemen af door habitatverlies. Het leefgebied buiten speciale natuurreservaten wordt aangetast door ontbossing. Verder vormen daarnaast mijnbouwactiviteiten en steeds langere droogteperioden (klimaatverandering) een bedreiging. Om deze redenen staat deze soort als bedreigd op de Rode Lijst van de IUCN.